# گیاه قاشقک

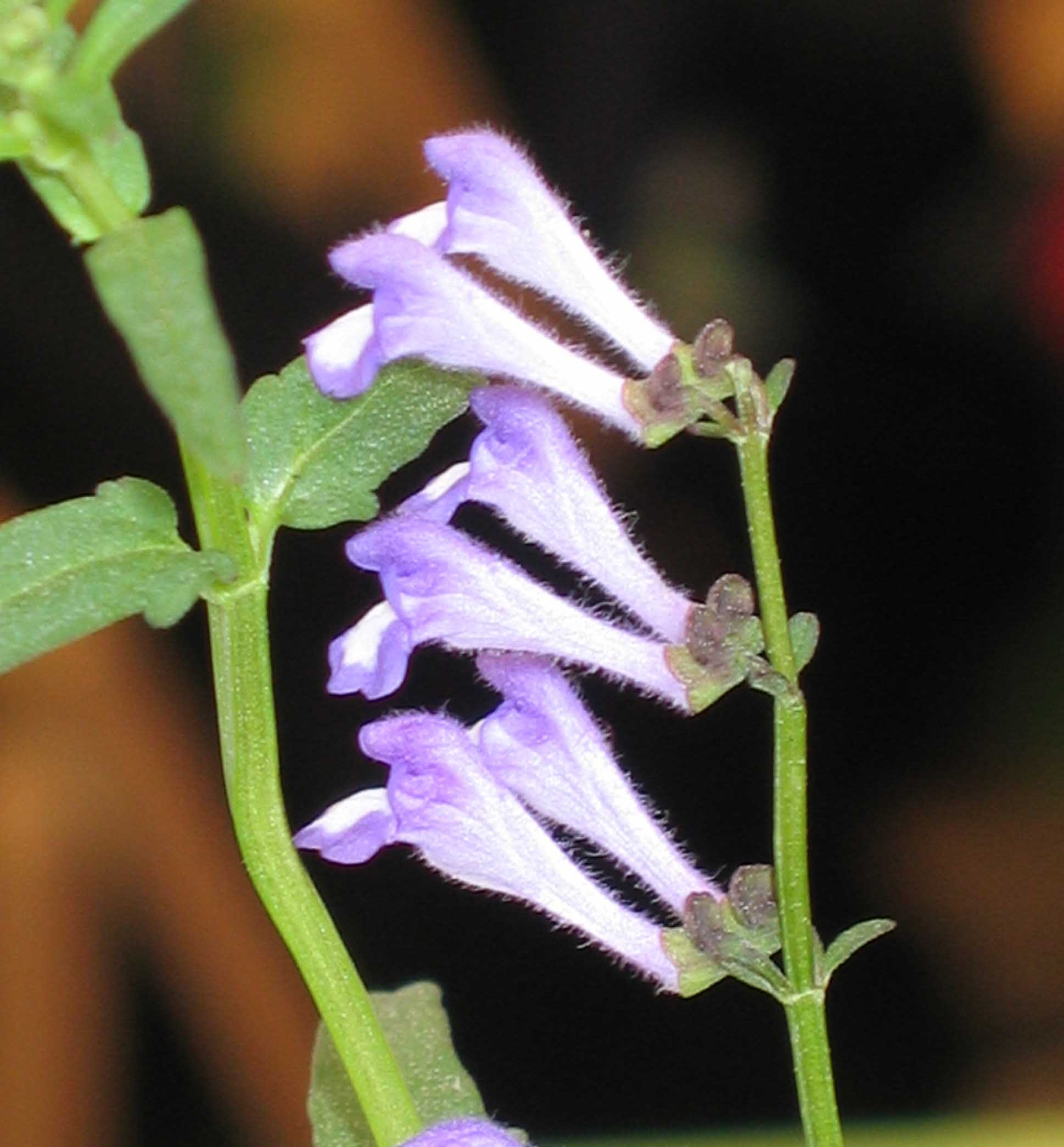
گیاه قاشقک - نمایشگاه گل و گیاه ۲۰۱۱ هنگ‌کنگ

گیاه قاشقک گیاهی گل‌دار از خانواده نعنا است که زادگاهش در آسیا می‌باشد.

## مواد موثره
در برگ، گل و ریشه این گیاه گلوکوزید اسکوتلارین وجود دارد. 

## خواص دارویی
در پزشکی از این گیاه بخاطر وجود اسکوتلارین برای آرام کردن شخصی که با کوچکترین ناراحتی از کوره در می‌رود، برای رفع بی‌خوابی و تسکین انواع دردها و دردهای عصبی استفاده می‌شود. در ضمن در موارد پارکینسون و داءالرقص و برای سرکوب تمایلات مفرط جنسی نیز بکار می‌رود.

## واژه‌نامه
1. ↑  Scutellarin